# دوروثي غرناطة
دوروثي فيرجينيا غرناطة (ولدت في 8 ديسمبر, 1930). وهي ممرضة أمريكية وناشطة إنسانية وناشطة في المجالي الإنساني والسلام والعدالة الاجتماعية تعيش في نيكاراغوا، أسست ووسعت عيادة نسائية في مولوكوكو، نيكاراغوا في عام 1990 لتقديم خدمات الرعاية الصحية لأكثر من عشرين ألفًا من السكان الفقراء والمحرومين في المنطقة خلال عقد من افتتاح المنشأة. 
في عام 2001 وصفت عملها في مقابلة صحفية، قالت:

"الأمهات يكافحن للحفاظ على أطفالهن على قيد الحياة ولإيجاد طرق لعدم العودة أبداً إلى ذلك العنف… قوتي خلال السنة الماضية كانت مدعومة بإيمان الناس الذين يعملون من أجل حياة أفضل على عكس كل الأسباب، فإنهم يحافظون على أملهم وهذا ما يجعلني أستيقظ كل يوم".

## السنوات التكوينية والأسرة
ولدت دوروثي في لوس أنجلوس في كاليفورنيا في الولايات المتحدة في ديسمبر 1930، نشأت دوروثي غرناطة في الفقر كما حدث لوالدتها التي نشأت خلال فترة أزمة الكساد الكبرى، كانت غرناطة الطفلة الوحيدة لأم عزباء وترعرعت في شرق لوس أنجلوس، وصفت طفولتها قائلة: 
"أن تنشأ فقيرًا في شرق لوس أنجلوس وتنجو من الفقر وتحصل على التعليم وتخرج من هذا المأزق، هذا شكل من أشكال المقاومة… لقد نشأت أفهم عن العنصرية في هذا البلد وكيف كانت السلطة منظمة… ربما كان هذا قد ساهم في حساسيتي لاحتياجات الضعفاء".
خلال الخمسينات تلقت تدريبًا كممرضة وبدأت العمل في مجال الرعاية الصحية.
هي عضو في الكنيسة الأسقفية وكانت غرناطة مطلقة من زوجها الأول، بعد ذلك قابلت تشارلز غراي في عام 1978. في ذلك الوقت كانت لديها محاكمة بسبب دخولها إلى محطة توليد الطاقة النووية التروجان بالقرب من بورتلاند في أوريغون خلال احتجاج ضد التأثير المحتمل على البيئة من قبل الطاقة النووية وكان هذا أول احتجاج شاركت فيه. كان تشارلز أستاذا في علم النفس وناشطًا للسلام ومتطوعًا في وقت فراغه لحث حكومة الولايات المتحدة على إنهاء تصنيع واختبار الأسلحة النووية، تزوجا في عام 1982.
في وقت ما خلال أوائل الثمانيانات، انتقلا غرناطة وجراي الى سانتا كروز في كاليفورنيا؛ حيث أصبحا عضوين نشطين في مجتمع المتظاهرين الذين كانوا يدافعون عن العدالة الاجتماعية وضد استمرار إنتاج واختبار الأسلحة النووية.

## النشاط
خلال السبعينات، احتجت غرناطة على استخدام عقوبة الإعدام في ولاية أوريغون. في عام 1983 شاركت هي وزوجها في "صيام دولي للحياة" لمدة أربعين يوماً في أوكلاند في كاليفورنيا وخلال هذه الفترة قيل إنها شربت الماء فقط للاحتجاج على استمرار العالم في إنتاج واختبار الأسلحة النووية. بدأ صيامهم في 6 أغسطس وهو الذكرى الثامنة والثلاثين لتفجير القنبلة الذرية على هيروشيما في اليابان، شاركت في عام 1985 للبحث عن الناشطين وغيرهم من الغواتيماليين الذين اختفوا أثناء الإبادة الجماعية الغواتيمالية. من بين الذين ساعدت في تحديد موقعهم وتحديد هوياتهم كانت أم في الرابعة والعشرين من عمرها تعمل سكرتيرة وابنها البالغ من العمر عامين وكلاهما تعرض للتعذيب والقتل.
في نفس عام 1985، سافرت أيضًا إلى نيكارغوا نيابة عن منظمة شهود من أجل السلام  لتوفير الرعاية الصحية للناجين من العنف السياسي والمرضى الذين يعانون من السل. خلال هذه الرحلة شهدت تفجير المرافق الصحية والمدارس ونظم النقل. يشمل ذلك الطرق التي كانت تستخدم لنقل المساعدات من الدول الأخرى إلى المناطق المتضررة. وقالت عن تجاربها في نيكارغوا:
"لقد وجدت العديد من المزارعات لم يطلبن الرعاية الصحية على الإطلاق لأنهن كانوا مقتنعات بأن اجسادهن كانت متسخة، لذلك عدت الى سانتا كروز لأتدرب على أن أصبح ممرضة ثم الذهاب إلى نيكارغوا والعمل مع المزارعات".
في عام 1986، جمعت هي وزوجها مجموعة من الشعر والصور الفوتوغرافية التي تم إنشاؤها من قبل سكان نيكارغوا لتوضيح تأثير حرب كونترا على النساء والأطفال هناك، وصمموا معرضًا ورتبوا لعرضه في مجتمعات متعددة في جميع أنحاء غرب الولايات المتحدة.
في عام 1987، شاركت في اعتصام خلال " احتجاج نورمبرغ" على مستودع الأسلحة البحرية السابق في كونكورد، كاليفورنيا. بعد ان نجحت في منع شاحنة كانت تحمل قنابل من دخول المستودع، تم اعتقالها وسجنها ليلة واحدة بسبب احتجاجها السِلمي.
في عام 1990، انتقلت غرناطة وزوجها من كاليفورنيا الى مولوكوكو نيكارغوا. حيث تم دعوتها من قبل جمعية ماريا لويزا أورتيز التعاونية النسائية لتقييم خدمات الرعاية الصحية الحالية في المجتمع وتطوير برامج جديدة لتحسين صحة الفقراء والأفراد المحرومين المقيمين هناك. قامت تدريجيًا ببناء الجسور مع سكان القرية، التي تقع على بعد حوالي 150 ميلًا شمال شرق ماناغوا، وتعاونت مع 42 امرأة في التعاونية لبناء عيادة تحتوي على مرافق صحية لأمراض النساء، وثلاث غرف فحص، وصيدلية، ومعدات جراحية، بالإضافة الى مدرسة، ومكتبة، وغرفة اجتماعات، ومطبخ، وغرفة طعام، وأربع غرف للضيوف يمكن استخدامها للمرضى الذين يسافرون لمسافات طويلة لتلقي الرعاية، او الاطباء، او الممرضات اللاتي يسافرن الى الموقع لتقديم خدمتهم التطوعية. بعد ذلك بوقت قصير، عملت غرناطة مع اصدقائها في سانتا كروز لإنشاء منظمة دعم لجمع الأموال لبرنامج العيادة الجديدة. اصبحت منظمة اصدقاء دورثي غرناطة وعيادة المرأة في مولوكوكو، مؤسسة غير ربحية المعروفة باسم شبكة تمكين المراة. قبل مرور عقد من الزمن، كانت العيادة توفر أيضا خدمات الوقاية من العنف الأسري و الاستجابة للنساء اللواتي يعانين من عنف العشير.
في عام 2000، أثناء رعاية سكان القرية الذين ارتفع عددهم الى ما يقارب 5000 من رجال ونساء وأطفال، اتهمت حكومة نيكارغوا غرناطة بإجراء عمليات الإجهاض والتي كانت غير قانونية في نيكارغوا خلال ذلك الوقت، و (معالجة المتمردين اليساريين). تم تقديم هذه الادعاءات في البداية من قبل أنطونيو ميندوزا، عمدة سيونا وعضو الحزب الليبرالي الدستوري الذي كان السلطة الحاكمة في ذلك الوقت؛ واتهمها مسؤولون حكوميون آخرون فيما بعد بـ (معالجة أعضاء جبهة أندريس كاسترو المتحدة، وهي مجموعة يسارية شبه عسكرية من الجنود الساندينيين السابقين). عندما حاول المسؤولون الحكوميون ترحيلها، أُجبرت على الاختباء من أجل البقاء في البلاد والبقاء متاحة لمرضاها الذين يحتاجون إلى رعاية صحية. تناقلت وسائل الإعلام الإخبارية قصتها على نطاق واسع في جميع انحاء العالم، حيث أكد مؤيدوها أنها قدمت مجموعة واسعة من الخدمات الصحية لأكثر من عشرين ألف مريض منذ وصولها في عام 1990. لم يتمكن العديد من المرضى من الحصول على العلاج او الدواء من المرافق الطبية التي تديرها الحكومة في المنطقة. مع زيادة ظهورها، بدأت منظمة العفو الدولية وجماعات حقوق الانسان الاخرى في الضغط على حكومة نيكارغوا لتغيير قرار ترحيلها. كما حصلت على دعم ثلاثين مسؤولاً منتخباً في حكومة الولايات المتحدة، الذين بناءً على طلب من عضو الكونغرس وقع الأمريكي سار كار (ديموقراطي، كارمل، كاليفورنيا) على رسالة تؤكد دعمهم لجهودها الإنسانية وتحث حكومة نيكارغوا على وقف إجراءات الترحيل ضدها. في يناير /كانون الثاني 2001، علقت محكمة نيكاراغوا أمر ترحيل الحكومة، بانتظار مراجعة وحكم من قبل محكمة أعلى، مما مكنها من الخروج من مخبأها. ثم نفيت علناً التهم التي وجهت إليها.
بحلول سبتمبر 2001، حكمت ثلاث محاكم نيكاراغوية لصالحها، ووجدتها بريئة من الادعاءات الموجهة ضدها. على الرغم من هذه الانتصارات، طُلب منها مغادرة البلاد في ذلك الشهر عندما انتهت صلاحية تأشيرة إقامتها. عادت إلى الولايات المتحدة، على أمل أن تتمكن من العودة إلى منزلها المتبنى إذا تم التصويت على الرئيس النيكاراغوي أرنولدو أليمان خارج منصبه خلال انتخابات نوفمبر 2001 بعد أن استقرت مرة أخرى في سانتا كروز، كاليفورنيا، بدأت في جمع الأموال لعيادتها من خلال التحدث عن تجاربها في سلسلة من الأحداث الخاصة بما في ذلك ميزة أقيمت في الكنيسة الميثودية المتحدة الأولى في سانتا كروز في 3 نوفمبر من ذلك العام.
بحلول عام 2010، تمكنت شبكة تمكين المرأة من تقليل وإنهاء دعمها المالي لعيادة مولوكوكو النسائية لأن تعاونية ماريا لويزا أصبحت مكتفية ذاتيًا ولأن حكومة نيكاراغوا قامت أخيرًا ببناء مستشفى جديد في القرية. لكن دعم غرناطة من شبكة التمكين لم ينته هنا؛ تلقت المساعدة من المجموعة في عام 2011 عندما طُلب منها إنشاء برامج تدريبية جديدة للقابلات في نيكاراغوا. أصبحت هذه البرامج تُعرف باسم (مهارات لإنقاذ الأرواح)، والتي تم توسيعها لاحقًا لتشمل برامج تدريب على منع العنف لمتخصصي الرعاية الصحية وغيرهم من أفراد المجتمع.
اعتبارًا من مارس 2022، كانت غرناطة تبلغ من العمر 91 عامًا وتقاعدت، لكنها لا تزال مقيمة في نيكارغوا وتعيش في منزلها بالقرب من مقبرة في ماتاغالبا. بعد ان كسر ضلعها أثناء السقوط، لا تزال تحتفظ بالعلاقات مع مهارات إنقاذ الأرواح. ومع ذلك، استمرت بالعمل من مكتب في منزلها.

## الجوائز والأوسمة الأخرى
في عام 1997, حصلت غرناطة على جائزة بيفير الدولية للسلام من قبل زمالة الولايات المتحدة للمصالحة في نيويورك تقديرا لنشاطها في مجال السلام والعمل الإنساني في الولايات المتحدة، وغواتيمالا، ونيكاراغوا. 

## روابط خارجية
- "مناقشة نيكاراغوا مع المؤلفين والناشطين تشارلز جراي ودوروثي غرناطة" (مقابلة مع ستادز تيركل في 2 أبريل 1992)، في أرشيف راديو ستادز تيركل. شيكاغو، إلينوي: شبكة راديو WFMT ومتحف شيكاغو للتاريخ، تم استرجاعهما عبر الإنترنت في 25 يوليو 2023.
- سريع مدى الحياة (صورة دوروثي غرناطة، تشارلز جراي، دانيال إلسبرغ، ومتظاهرين آخرين على الأسلحة النووية)، أركنساس ديموقراطي جازيت عبر أسوشيتد برس، 16 أغسطس 1983 (تم استرداده على الإنترنت في 25 يوليو 2023).